# Iterator
En iterator är inom datalogin ett objekt som möjliggör en sekventiell genomgång eller bearbetning av alla element, eller delar som ingår i ett annat objekt, organiserade i form av en datastruktur. En iterator kallas även ibland för cursor, ett begrepp som vanligtvis används vid bearbetning av innehållet i databaser.
Vissa programspråk som exempelvis Java , python, Perl och PHP tillhandahåller ett inbyggt sätt att iterera över alla element i en datamängd utan ett explicit skapat iterator-objekt. Detta görs vanligen med en for-each-sats.

## Exempelprogram
Nedanstående exempel i programspråket PHP visar hur en lista med tal kan summeras med PHP:s inbyggda foreach-iterator:
```
<?php
 $lista = array(2, 7, 9, 10, 14); // Listan med tal som ska summeras
 $summa = 0;

 foreach ($lista as $talet) // Utför nedanstående för varje element ($talet) i listan 
 {
   $summa += $talet; // Summa + talet sparas i $summa
 }

 echo $summa; // Skriver ut summan: 
42

?>
```